# Gerbillus mesopotamiae
Gerbillus mesopotamiae es una especie de roedor de la familia Muridae. Se conoce como gerbo de Harrison o gerbo Mesopotamia 

## Distribución geográfica
Se encuentra principalmente en el valle del Tigris y el Éufrates en Irak y el oeste de Irán. 